# De Zwarte Doos
De Zwarte Doos is een Vlaams televisieprogramma dat door VTM in het zomerseizoen wordt uitgezonden. Het wordt gezien als de zomerse aflossing van de soap Familie.

## Britt en Michael
Vliegende reporters Britt van Marsenille en Michael Desmet trekken dagelijks de stad in. Ze gaan op zoek naar dé krantenartikels die de moderne mens van vandaag aanspreken.

## Slag van de Molen
Gerrit De Cock vertoeft de hele zomer in Nederland. Hij onderzoekt welke gewoontes de Nederlanders er op nahouden. En die blijken maar al te vaak zeer vreemd te zijn.

## Scherp Gezien
Fotograaf Jean Van Cleemput trekt door het hele land op zoek naar de meest surrealistische plekken. Hiervan maakt hij elke keer een fotoreportage.

## Het Gouden Oog
Paul Jambers werd als reportagemaker op VTM bekend voor de Vlaamse televisiekijker. Jaren later heeft hij de tv-wereld nog steeds niet losgelaten en analyseert hij wekelijks op een ietwat komische manier een recent tv-fragment dat hem is bijgebleven.

## Wij van België
Een fictieve docusoap rond Prins Filip (door Walter Baele) en Prinses Mathilde (door Nathalie Meskens).

## Stukken van Mensen
Iedere week stelt een bekende Vlaming het object voor dat hij of zij het meest koestert. Achter de soms bizarre voorwerpen verschuilen zich vaak nostalgische verhalen.

## Het Klein Verzet
Doodgewone Vlamingen krijgen de kans om een pleidooi te houden voor hun overtuigingen. Eén detail: ze mogen maar zo lang spreken als ze fietsen. En het parcours is niet van het minste: de Paterberg.

## Door het Venster
Stiekem hebben we het allemaal: de drang om bij mensen naar binnen te gluren. De Zwarte Doos keert de rollen om en kijkt samen met de mensen mee naar buiten. Steeds weer blijkt dat vele mensen niet beseffen dat ze voortdurend bekeken worden terwijl ze rustig buiten vertoeven.